# En toute amitié
En toute amitié (In aller Freundschaft) est un feuilleton télévisé allemand produit par Franka Bauer pour Degeto (filiale de la chaîne ARD) et par la société de production Saxonia Media Filmproduktion GmbH, et diffusé depuis le 26 octobre 1998 sur la chaîne Das Erste.
En France, ce feuilleton a été diffusé à partir du 6 mars 2000 sur TF1.

## Synopsis
La série concerne le personnel d'un hôpital fictif, la clinique Sachsenklinik de la ville de Leipzig.
Initialement, elle est centrée sur Dr Roland Heilmann, Dr Achim Kreutzer ainsi que sur Dr Maia Dietz qui sont des bons amis. Actuellement il y a une équipe artistique de 15 à 20 personnages qui constitue le fil conducteur de la série (et du trio originel seul subsiste Dr Roland Heilmann).
Beaucoup d'acteurs jouaient déjà à la télévision et au cinéma en RDA ainsi que les directeurs de la photographie tels que Celino Bleiweiß, Klaus Gendries, Peter Hill (tous célèbres du temps de la RDA).
Même si l'histoire se passe dans la ville de Leipzig (Saxe), les personnages utilisent rarement le dialecte saxon pour faciliter pour le reste de la population allemande la compréhension des dialogues. De plus, ce dialecte est un des moins appréciés en Allemagne car il rappelle le régime qui sévissait en RDA.

## Distribution

### Équipe artistique actuelle
À partir de 2013, la distribution se compose des acteurs suivants :
- Arzu Bazman : Arzu Ritter
- Rolf Becker : Otto Stein
- Dieter Bellmann (de) : Prof. Gernot Simoni
- Bernhard Bettermann : Dr Martin Stein
- Hendrikje Fitz (de) : Pia Heilmann
- Maren Gilzer (de) : Yvonne Habermann
- Jutta Kammann (de) : Ingrid Rischke
- Ursula Karusseit (de) : Charlotte Gauss
- Thomas Koch : Dr Philipp Brentano
- Karsten Kühn (de) : Jakob Heilmann
- Roy Peter Link : Dr Niklas Ahrend
- Andrea-Kathrin Loewig : Dr Kathrin Globisch
- Anthony Petrifke (de) : Jonas Heilmann
- Thomas Rühmann (de) : Dr Roland Heilmann
- Udo Schenk : Dr Rolf Kaminski
- Uta Schorn (de) : Barbara Grigoleit
- Cheryl Shepard (de) : Dr Elena Eichhorn
- Johann Lukas Sickert : Bastian Marquardt
- Alexa Maria Surholt (de) : Sarah Marquardt
- Michael Trischan (de) : Hans-Peter Brenner
- Henriette Zimmeck (de) : Marie Stein
- Ella Zirzow (de) : Lisa Schroth